# Vic Toews

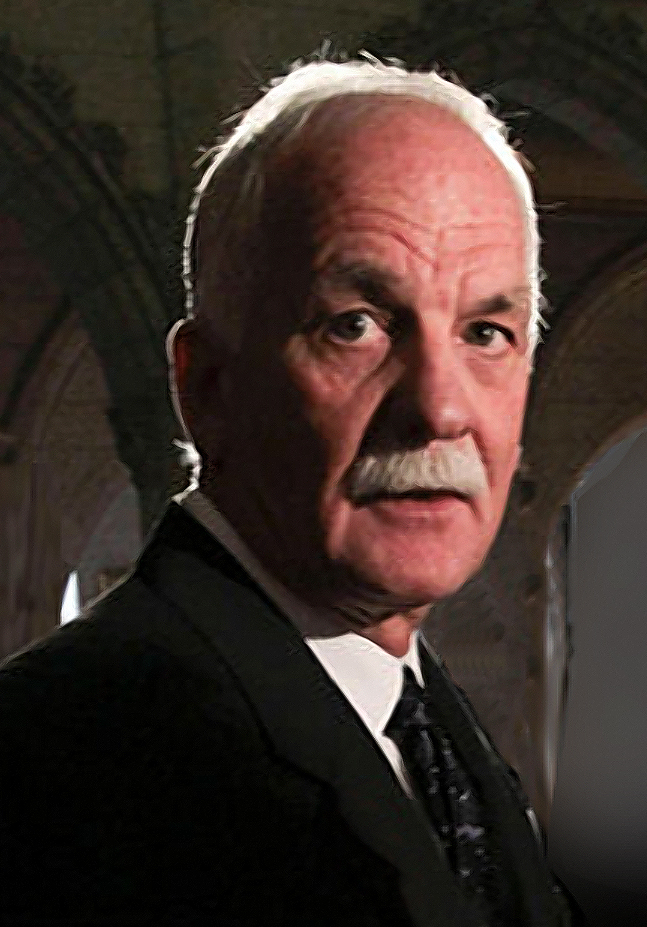
Vic Toews (2010)

Victor „Vic“ Toews (* 10. September 1952 in Filadelfia, Departamento Boquerón, Paraguay) ist ein kanadischer Politiker der Konservativen Partei Kanadas.

## Leben
Nach dem Schulbesuch studierte Toews zuerst Geschichte an der University of Winnipeg und beendete dieses Studium 1973 mit einem Bachelor of Arts (B.A. History). Ein anschließendes postgraduales Studium der Rechtswissenschaften an der University of Manitoba schloss er 1976 mit einem Bachelor of Laws (LL.B.) ab. Später war er von 1988 bis 1995 Dozent für Wirtschaftswissenschaft an der University of Manitoba.
Toews, der seit 1989 Mitglied der Progressive Conservative Party of Manitoba war, wurde 1995 in die Legislativversammlung von Manitoba gewählt und vertrat in dieser bis 1999 den Wahlkreis Rossmere. Unmittelbar nach seiner Wahl berief ihn Gary Filmon, der Premierminister von Manitoba, zum Arbeitsminister der Provinz. Nach einer Kabinettsumbildung war er zwischen 1997 und dem Ende von Filmons Amtszeit im Oktober 1999 Justizminister und Attorney General Manitobas.
2000 wurde er zum Mitglied in das Kanadische Unterhaus gewählt und vertritt in diesem seither den Wahlkreis Provencher. Am 6. Februar 2006 ernannte ihn Premierminister Stephen Harper zum Justizminister und Attorney General im 28. Kabinett.
In diesen Funktionen verfügte Toews am 22. Juni 2006 die Auslieferung von John Graham, einem Stammesangehörigen der Südlichen Tutchonen aus Whitehorse, Yukon, in die Vereinigten Staaten, da diesem die Beteiligung an der Ermordung von Anna Mae Aquash, einem prominenten Mitglied der American Indian Movement, im Dezember 1975 vorgeworfen wurde.
Im Rahmen einer Kabinettsumbildung wurde Toews zunächst am 4. Januar 2007 Präsident des Schatzamtes (Treasury Board). Nach einer weiteren Regierungsumbildung am 19. Januar 2010 wurde er Minister für öffentliche Sicherheit und Notfallbereitschaft, bis zum Juli 2013.